# Немачка на Светском првенству у атлетици на отвореном 2015.
Немачка је на Светском првенству у атлетици на отвореном 2015. одржаном у Пекингу од 22. до 30. августа, учествовала тринаести пут под овим именом, односно учествовала је на свим првенствима од Светског првенства 1991. у Токију до данас. Репрезентацију Немачке је представљало 62 такмичара (33 мушкараца и 29 жена) у 31 дисциплину (16 мушких и 15 женских).,
На овом првенству Немачка је освојила 8 медаља, две златне, три сребрне и три бронзане. Поред тога оборена су 11 лична рекорда и остварен је један најбољи светски резултат сезоне, три најбоља национална резултата сезоне и 30 најбоља лична резултата сезоне. Овим успехом Немачка атлетска репрезентација је у укупном пласману делила 7 место. У табели успешности према броју и пласману такмичара који су учествовали у финалним такмичењима (првих 8 такмичара) Немачка је била 4. са 28 финалиста и 113 бодова.
| Плас. | Земља   | 1. место | 2. место | 3. место | 4. место | 5. место | 6. место | 7. место | 8. место | Бр. финал. | Бод. |
| ----- | ------- | -------- | -------- | -------- | -------- | -------- | -------- | -------- | -------- | ---------- | ---- |
| 4.    | Немачка | 2        | 3        | 3        | 3        | 3        | 6        | 5        | 3        | 28         | 113  |

## Учесници
| Мушкарци: - Јулијис Ројс — 100 м, 200 м, 4×100 м - Свен Книпфалс — 100 м, 4×100 м - Робин Ерева — 200 м - Робин Шембера — 800 м - Рихард Рингер — 5.000 м - Арне Габијус — 10.000 м - Матијас Бихлер — 110 м препоне - Грегор Трабер — 110 м препоне - Александер Јохн — 110 м препоне - Александр Косенков — 4×100 м - Aleixo-Platini Menga — 4×100 м - Hagen Pohle — 20 км ходање - Нилс Брембах — 20 км ходање - Кристофер Линке — 20 км ходање - Карл Доман — 50 км ходање - Ајке Онен — Скок увис - Матеуш Пжибилко — Скок увис - Рафаел Холцдепе — Скок мотком - Тобијас Шербарт — Скок мотком - Карло Пех — Скок мотком - Фабијан Хајнле — Скок удаљ - Алин Камара — Скок удаљ - Давид Шторл — Бацање кугле - Кристоф Хартинг — Бацање диска - Данијел Јасински — Бацање диска - Мартин Вијериг — Бацање диска - Андреас Хофман — Бацање копља - Томас Релер — Бацање копља - Јоханес Фетер — Бацање копља - Ларс Хаман — Бацање копља - Рико Фрајмут — Десетобој - Михаел Шрадер — Десетобој - Кај Казмирек — Десетобој | Жене: - Ребека Хазе — 100 м, 4×100 м - Ђина Лукенкемпер — 100 м, 4×100 м - Верена Зајлер — 100 м, 4×100 м - Кристина Херинг — 800 м - Фабијен Колман — 800 м - Синди Роледер — 100 м препоне - Геза Фелицитас Краузе — 3.000 м препреке - Александра Бургарт — 4×100 м - Мари-Лорен Јунгфлајш — Скок увис - Мартина Струз — Скок мотком - Лиза Рицих — Скок мотком - Зилке Шпигелбург — Скок мотком - Малаика Михамбо — Скок удаљ - Лена Малкус — Скок удаљ - Состен Могенара-Тароум — Скок удаљ - Кристин Гириш — Троскок - Кристина Шваниц — Бацање кугле - Надин Милер — Бацање диска - Јулија Фишер — Бацање диска - Shanice Craft — Бацање диска - Катрин Клас — Бацање кладива - Бети Хајдлер — Бацање кладива - Кристин Хусонг — Бацање копља - Кристина Обергфел — Бацање копља - Линда Стал — Бацање копља - Катарина Молитор — Бацање копља - Каролин Шефер — Седмобој - Клаудија Рат — Седмобој - Џенифер Езер — Седмобој |  |

## Освајачи медаља (8)

### Злато (2)
(Ж)
- Кристина Шваниц — Бацање кугле
- Катарина Молитор — Бацање копља

### Сребро (3)
| (Ж) - Синди Роледер — 100 м препоне | (М) - Рафаел Холцдепе — Скок мотком - Давид Шторл — Бацање кугле |

### Бронза (3)
| (Ж) - Геза Фелицитас Краузе — 3.000 м препреке - Надин Милер — Бацање диска | (М) - Михаел Шрадер — Десетобој |

## Резултати

### Мушкарци
| Атлетичар                                                            | Дисциплина    | Лични рекорд | Предтакмичење        | Предтакмичење        | Квалификације         | Квалификације        | Полуфинале            | Полуфинале            | Финале                                      | Финале       | Детаљи |
| Атлетичар                                                            | Дисциплина    | Лични рекорд | Резултат             | Место                | Резултат              | Место                | Резултат              | Место                 | Резултат                                    | Место        | Детаљи |
| -------------------------------------------------------------------- | ------------- | ------------ | -------------------- | -------------------- | --------------------- | -------------------- | --------------------- | --------------------- | ------------------------------------------- | ------------ | ------ |
| Јулијан Ројс                                                         | 100 м         | 10,05        | слободни             | слободни             | 10,14 КВ              | 3. у гр. 4           | 10,28                 | 8. у гр. 1            | Није се квалификовао                        | 24 / 67 (71) |        |
| Свен Книпфалс                                                        | 100 м         | 10,13        | слободни             | слободни             | 10,31                 | 5 у гр. 1            | Нису се квалификовали | Нису се квалификовали | Нису се квалификовали                       | 37 / 67 (71) |        |
| Јулијан Ројс                                                         | 200 м         | 20,36        |                      |                      | 20,51                 | 4. у гр. 3           | Нису се квалификовали | Нису се квалификовали | Нису се квалификовали                       | 31 / 67 (71) |        |
| Робин Ерева                                                          | 200 м         | 20,46        | 20,67                | 4 у гр. 6            | 38 / 67 (71)          |                      | Нису се квалификовали | Нису се квалификовали | Нису се квалификовали                       |              |        |
| Рихард Рингер                                                        | 5.000 м       | 13:10,94     | 13:19,84 кв          | 7. у гр. 2           |                       |                      | 14:03,72              | 14 / 39 (41)          |                                             |              |        |
| Матијас Бихлер                                                       | 110 м препоне | 13,34        | 13,35 КВ, ЛРС        | 2. у гр. 4           | 13,34 ЛР              | 3. у гр. 3           | Нису се квалификовали | 11 /33 (34)           |                                             |              |        |
| Грегор Трабер                                                        | 110 м препоне | 13,32        | 13,44 КВ             | 3. у гр. 2           | 13,37                 | 5. у гр. 2           | Нису се квалификовали | 12 /33 (34)           |                                             |              |        |
| Александер Јохн                                                      | 110 м препоне | 13,35        | дисквалификован      | дисквалификован      | Није се квалификовао  | Није се квалификовао | Није се квалификовао  | Није се квалификовао  | Архивирано на веб-сајту (27. децембар 2015) |              |        |
| Јулијан Ројс2 Свен Книпфалс2 Александр Косенков Aleixo-Platini Menga | 4 х 100 м     | 38,02 НР     |                      |                      | 38,57 КВ              | 3. у гр. 1           |                       |                       | 38,15 НРС                                   | 4 / 12 (14)  |        |
| Hagen Pohle                                                          | 20 км ходање  | 1:21:29      |                      |                      |                       |                      |                       |                       | 1:22:29                                     | 18 / 50 (61) |        |
| Нилс Брембах                                                         | 20 км ходање  | 1:21:21      | 1:25:21              | 34 / 50 (61)         |                       |                      |                       |                       |                                             |              |        |
| Кристофер Линке                                                      | 20 км ходање  | 1:20:37      | 1:26:10              | 38 / 50 (61)         |                       |                      |                       |                       |                                             |              |        |
| Карл Доман                                                           | 50 км ходање  | 3:51:27      | Није се завршио трку | Није се завршио трку |                       |                      |                       |                       |                                             |              |        |
| Ајке Онен                                                            | Скок увис     | 2,34         |                      |                      | 2,31 КВ               | 4. у гр. А           |                       |                       | 2,25                                        | 12 / 39 (41) |        |
| Матеуш Пжибилко                                                      | Скок увис     | 2,30         | 2,22                 | 13. у гр. Б          | Није се квалификовао  | 28 / 39 (41)         |                       |                       |                                             |              |        |
| Рафаел Холцдепе                                                      | Скок мотком   | 5,91         | 5,70 КВ              | 9. у гр. А           | 5,90                  |                      |                       |                       |                                             |              |        |
| Тобијас Шербарт                                                      | Скок мотком   | 5,76 д       | 5,70 КВ, =ЛРС        | 2 у гр. А            | 5,65                  | 7 / 34 (35)          |                       |                       |                                             |              |        |
| Карло Пех                                                            | Скок мотком   | 5,80         | 5,65                 | 7. у гр. Б           | Нису се квалификовали | 17 / 34 (35)         |                       |                       |                                             |              |        |
| Фабијан Хајнле                                                       | Скок удаљ     | 8,25         | 7,96                 | 10. у гр. Б          | Нису се квалификовали | 14 / 28 (32)         |                       |                       |                                             |              |        |
| Алин Камара                                                          | Скок удаљ     | 8,29         | 7,66                 | 11. у гр. А          | Нису се квалификовали | 24 / 28 (32)         |                       |                       |                                             |              |        |
| Давид Шторл                                                          | Бацање кугле  | 22,20        | 21,26 КВ             | 1. у гр. Б           | 21,74                 |                      |                       |                       |                                             |              |        |
| Кристоф Хартинг                                                      | Бацање диска  | 67,93        | 64,23 кв             | 3. у гр. Б           | 65,02                 | 4 / 30               |                       |                       |                                             |              |        |
| Данијел Јасински                                                     | Бацање диска  | 65,98        | 61,70                | 6. у др. Б           | Нису се квалификовали | 15 / 30 (31)         |                       |                       |                                             |              |        |
| Мартин Вијериг                                                       | Бацање диска  | 68,33        | 61,35                | 12. у гр. А          | Нису се квалификовали | 20 / 30 (31)         |                       |                       |                                             |              |        |
| Андреас Хофман                                                       | бацање копља  | 86,13        | 86,14 КВ, ЛР         | 1. у гр. Б           | 86,01                 | 6 / 33               |                       |                       |                                             |              |        |
| Томас Релер                                                          | бацање копља  | 89,27        | 74,45 КВ             | 3. у гр. А           | 87,41                 | 4 / 33               |                       |                       |                                             |              |        |
| Јоханес Фетер                                                        | бацање копља  | 85,40        | 80,86 кв             | 8. у гр. Б           | 83,79                 | 7 / 33               |                       |                       |                                             |              |        |
| Ларс Хаман                                                           | бацање копља  | 84,20        | 79,56                | 6. у гр. А           | Није се квалификовао  | 16 /30               |                       |                       |                                             |              |        |

- Атлетичари у штафети означени бројем 2 су учествовали и у некој од појединачних дисциплина.

#### Десетобој
| Атлетичар     | Дисциплина | 100 м | Даљ  | Кугла     | Вис      | 400 м     | 110 м пр. | Диск  | Мотка    | Копље     | 1.500 м     | Укупно   | Пласман     | Белешка                                   |
| ------------- | ---------- | ----- | ---- | --------- | -------- | --------- | --------- | ----- | -------- | --------- | ----------- | -------- | ----------- | ----------------------------------------- |
| Михаел Шредер | Резултат   | 10,78 | 7,71 | 14,32     | 1,95 ЛРС | 47,12 ЛР  | 14,19     | 44,58 | 4,60     | 62,09 ЛРС | 4:22,30 ЛРС | 8.418    | 7 / 22 (29) | Архивирано на веб-сајту (29. август 2015) |
| Михаел Шредер | Бодови     | 910   | 987  | 748       | 758      | 952       | 950       | 758   | 790      | 769       | 796         | 8.418    | 7 / 22 (29) | Архивирано на веб-сајту (29. август 2015) |
| Рико Фрајмут  | Резултат   | 10,51 | 7,51 | 15,50     | 1,95 ЛР  | 47,82 ЛР  | 13,91 ЛРС | 50,17 | 4,80 ЛРС | 60,61     | 4:37,05 ЛРС | 8.561 ЛР |             | Архивирано на веб-сајту (29. август 2015) |
| Рико Фрајмут  | Бодови     | 973   | 937  | 820       | 758      | 918       | 986       | 874   | 849      | 747       | 699         | 8.561 ЛР |             | Архивирано на веб-сајту (29. август 2015) |
| Кај Казмирек  | Резултат   | 10,90 | 7,40 | 14,27 ЛРС | 2,10 ЛРС | 46,83 ЛРС | 14,39     | 40,08 | 5,20 ЛР  | 62,55     | 4:35,61     | 8.448    | 6 / 22 (29) | Архивирано на веб-сајту (29. август 2015) |
| Кај Казмирек  | Бодови     | 883   | 910  | 745       | 896      | 967       | 925       | 666   | 972      | 776       | 708         | 8.448    | 6 / 22 (29) | Архивирано на веб-сајту (29. август 2015) |

### Жене
| Атлетичарка                                                      | Дисциплина       | Лични рекорд | Квалификације | Квалификације | Полуфинале            | Полуфинале            | Финале                                      | Финале       | Детаљи |
| Атлетичарка                                                      | Дисциплина       | Лични рекорд | Резултат      | Место         | Резултат              | Место                 | Резултат                                    | Место        | Детаљи |
| ---------------------------------------------------------------- | ---------------- | ------------ | ------------- | ------------- | --------------------- | --------------------- | ------------------------------------------- | ------------ | ------ |
| Ребека Хазе                                                      | 100 м            | 11,21        | 11,29 в       | 5. у гр. 4    | Нису се квалификовале | Нису се квалификовале | Нису се квалификовале                       | 23 / 52 (54) |        |
| Ђина Лукенкемпер                                                 | 100 м            | 11,25        | 11,34         | 4. у гр. 1    | Нису се квалификовале | Нису се квалификовале | Нису се квалификовале                       | 28/ 52 (54)  |        |
| Верена Зајлер                                                    | 100 м            | 11,02        | 11,41         | 5. у гр. 2    | Нису се квалификовале | Нису се квалификовале | Нису се квалификовале                       | 30/ 52 (54)  |        |
| Кристина Херинг                                                  | 800 м            | 1:59,54      | 2:00,36 кв    | 5. у гр. 1    | 2:00,81               | 8. у гр. 2            | Нису се квалификовале                       | 23 /35 (36)  |        |
| Фабијен Колман                                                   | 800 м            | 1:58,37      | 2:01,42 КВ    | 1. у гр. 5    | 1:59,42               | 4. у гр. 1            | Нису се квалификовале                       | 15 /37       |        |
| Синди Роледер                                                    | 100 м препоне    | 12,80        | 12,86 КВ, ЛРС | 1. у гр. 2    | 12,79 КВ, ЛР          | 2. у гр. 2            | 12,59 ЛР                                    |              |        |
| Геза Фелицитас Краузе                                            | 3.000 м препреке | 9:20,15      | 9:24,92 КВ    | 2. у гр. 2    |                       |                       | 9:19,25 ЛР                                  |              |        |
| Ребека Хазе2 Александра Бургарт Ђина Лукенкемпер2 Верена Зајлер2 | 4 х 100 м        | 41,37 НР     | 42,64 кв, НРС | 4. у гр. 2    | 42,64 НРС             | 4 / 16                |                                             |              |        |
| Мари-Лорен Јунгфлајш                                             | Скок увис        | 1,97         | 1,92 кв       | 5. у гр. А    | 1,99 ЛР               | 6 / 28 (30)           |                                             |              |        |
| Мартина Струз                                                    | Скок мотком      | 4,80         | 4,55 кв       | 1. у гр. А    | 4,60                  | 8 / 26 (29)           |                                             |              |        |
| Лиза Рицих                                                       | Скок мотком      | 4,71         | 4,55 кв       | 3. у гр. Б    | 4,60                  | 12 / 26 (29)          |                                             |              |        |
| Зилке Шпигелбург                                                 | Скок мотком      | 4,82 НР      | 4,45          | 4. у гр. А    | Није се квалификовала | 17 / 26 (29)          |                                             |              |        |
| Малаика Михамбо                                                  | Скок удаљ        | 6,90         | 6,84 КВ, ЛРС  | 2. у гр. Б    | 6,79                  | 6 / 31 (34)           |                                             |              |        |
| Лена Малкус                                                      | Скок удаљ        | 6,94         | 6,46          | 11. у гр. Б   | Нису се квалификовале | 22 / 31 (34)          |                                             |              |        |
| Состен Могенара-Тароум                                           | Скок удаљ        | 7,04         | 6,23          | 13. у гр. А   | Нису се квалификовале | 27 / 31 (34)          |                                             |              |        |
| Кристин Гириш                                                    | Троскок          | 14,46 д      | 13,95 кв      | 7. у гр. Б    | 14,25                 | 8 / 27 (28)           | Архивирано на веб-сајту (3. септембар 2015) |              |        |
| Кристина Шваниц                                                  | Бацање кугле     | 20,77        | 19,39 КВ      | 1. у гр. А    | 20,37                 |                       |                                             |              |        |
| Надин Милер                                                      | Бацање диска     | 68,89        | 64,39 КВ      | 2. у гр. Б    | 65,53                 |                       |                                             |              |        |
| Јулија Фишер                                                     | Бацање диска     | 66,46        | 63,38 КВ      | 2. у гр. А    | 63,88                 | 5 / 31                |                                             |              |        |
| Shanice Craft                                                    | Бацање диска     | 65,88        | 62,73 кв      | 3. у гр. А    | 63,10                 | 7 / 31                |                                             |              |        |
| Катрин Клас                                                      | Бацање кладива   | 76,05        | 71,41 кв      | 4. у гр. А    | 73,18 ЛРС             | 6 / 30 (31)           |                                             |              |        |
| Бети Хајдлер                                                     | Бацање кладива   | 79,42 НР     | 70,60 кв      | 4. у гр. Б    | 72,56                 | 7 / 30 (31)           |                                             |              |        |
| Кристин Хусонг                                                   | Бацање копља     | 65,60        | 65,92 КВ, ЛР  | 1. у гр. Б    | 62,98                 | 6 / 32                |                                             |              |        |
| Кристина Обергфел                                                | Бацање копља     | 70,20 НР     | 64,10 КВ      | 2. у гр. А    | 64,61 ЛРС             | 4 / 32                |                                             |              |        |
| Линда Стал                                                       | Бацање копља     | 67,32        | 63,52 КВ      | 5. у гр. Б    | 59,88                 | 10 / 32               |                                             |              |        |
| Катарина Молитор                                                 | Бацање копља     | 66,40        | 63,23 кв      | 4. у гр. А    | 67,69 СРС, ЛР         |                       |                                             |              |        |

- Атлетичарке у штафетама означене бројем 2 су учествовале и у некој од појединачних дусциплина.

#### седмобој
| Атлетичарка   | Дисциплина | 100 м пр. | Вис      | Кугла | 200 м | Даљ   | Копље     | 800 м       | Укупно                  | Пласман                 | Белешка |
| ------------- | ---------- | --------- | -------- | ----- | ----- | ----- | --------- | ----------- | ----------------------- | ----------------------- | ------- |
| Каролин Шефер | Резултат   | 13,40 ЛРС | 1,80     | 13,31 | 24,22 | БП    | 45,21     | НС          | Није завршила такмичење | Није завршила такмичење |         |
| Каролин Шефер | Бодови     | 1.065     | 978      | 748   | 960   | 0     | 768       | 0           | Није завршила такмичење | Није завршила такмичење |         |
| Клаудија Рат  | Резултат   | 13,44 ЛР  | 1,80 ЛРС | 13,09 | 24,15 | 6,61  | 41,31     | 2:09,66     | 6.441                   | 5 / 28 (36)             |         |
| Клаудија Рат  | Бодови     | 1.059     | 978      | 733   | 966   | 1.043 | 692       | 970         | 6.441                   | 5 / 28 (36)             |         |
| Џенифер Езер  | Резултат   | 13,67 ЛРС | 1,83     | 13,81 | 25,03 | 6,17  | 46,45 ЛРС | 2:13,89 ЛРС | 6.308 ЛРС               | 10 / 28 (36)            |         |
| Џенифер Езер  | Бодови     | 1.026     | 1.014    | 781   | 884   | 902   | 791       | 908         | 6.308 ЛРС               | 10 / 28 (36)            |         |